# لوریانو گومز
لوریانو گومز (انگلیسی: Laureano Gómez؛ زاده ۲۰ فوریهٔ ۱۸۸۹ – درگذشته ۱۳ ژوئیهٔ ۱۹۶۵) روزنامه‌نگار، مهندس عمران، دیپلمات، و سیاستمدار اهل کلمبیا بود. وی از ۷ اوت ۱۹۵۰ تا ۵ نوامبر ۱۹۵۱ رئیس‌جمهور این کشور بود.
لوریانو گومز در ۱۳ ژوئیه ۱۹۶۵، در سن ۷۶ سالگی درگذشت.